# Im Felde zwischen Nacht und Tag
Im Felde zwischen Nacht und Tag: Gedichte von Walter Flex (1917) ist ein Gedichtband von Walter Flex, erschienen in der C. H. Beck’schen Verlagsbuchhandlung, München.
Der Band enthält 38 Gedichte, von denen „Nachtposten im März“, „Wächterlied im Osten“ und „Sturm über Gräbern in Polen“ auch in Flex’ Hauptwerk Der Wanderer zwischen beiden Welten enthalten sind.